# Eragrostis patens
Eragrostis patens là một loài thực vật có hoa trong họ Hòa thảo. Loài này được Oliv. mô tả khoa học đầu tiên năm 1875.